# No Impact Man: The Documentary
No Impact Man: The Documentary, también conocido simplemente como No Impact Man, es un documental estadounidense de 2009 dirigido por Laura Gabbert y Justin Schein. Estrenado el 16 de enero de 2009 en el Festival de Cine de Sundance, sigue la vida del escritor Colin Beavan, su esposa e hija durante un experimento de un año de duración en que buscan llevar en Nueva York una vida sustentable con cero impacto en el medio ambiente.
Colin Beavan escribió además un libro acerca de esta experiencia, titulado No Impact Man: The Adventures of a Guilty Liberal Who Attempts to Save the Planet and the Discoveries He Makes About Himself and Our Way of Life in the Process, que en español significa «Hombre sin impacto: Las aventuras de un liberal culpable que intenta salvar al planeta y de lo que descubre en el proceso sobre sí mismo y nuestro modo de vivir».